# Пакт Рериха

«Знамя мира» — отличительный флаг Пакта Рериха для обозначения памятников и учреждений.

Пакт Ре́риха (англ. The Roerich Pact, лат. Pax Cultura), также известный как Догово́р об охра́не худо́жественных и нау́чных учрежде́ний и истори́ческих па́мятников (англ. Treaty on the Protection of Artistic and Scientific Institutions and Historic Monuments) или Вашингто́нский Пакт (англ. Washington Pact) — первый в истории международный договор о защите культурного наследия, установивший преимущество защиты культурных ценностей перед военной необходимостью, подписанный в Вашингтоне представителями двадцати одной страны Северной и Южной Америки 15 апреля 1935 года в 12 часов дня. 3 сентября 1948 года Пакт был одобрен правительством Республики Индия.

## История создания Пакта

### Авторы Пакта
Автор идеи и инициатор этого международного договора — русский художник Николай Константинович Рерих. Официальный проект Пакта Рериха был подготовлен доктором Г. Г. Шклявером при участии профессора Альберта Жоффр де ла Прадель в 1928 году.

### Предыстория создания Пакта Рериха

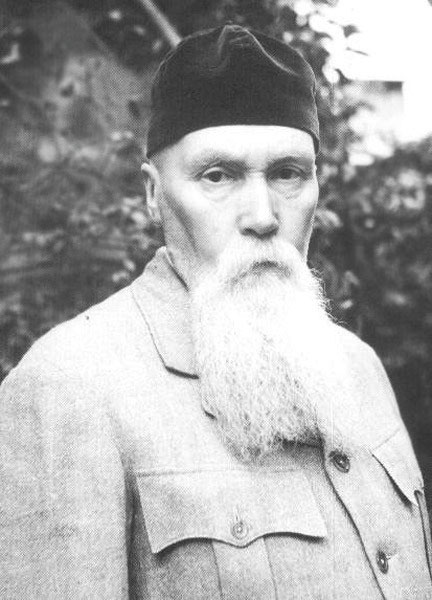
Николай Рерих
автор идеи и инициатор Пакта

Впервые идея об охране памятников культуры возникла у Рериха ещё в 1899 году. Проводя раскопки в Санкт-Петербургской губернии, Рерих начал говорить о необходимости защиты памятников археологии, которые передают нам мироощущение древних людей.
1903 — Николай Рерих вместе с женой Еленой Ивановной совершает путешествие по 40 древнерусским городам. Среди них: Ярославль, Кострома, Казань, Нижний Новгород, Владимир, Суздаль, Юрьев-Польской, Смоленск, Вильна, Изборск, Псков и другие. Продолжив экспедицию в 1904 году, Рерих побывал в Угличе, Калязине, Кашине, Твери.
Во время путешествия Николай Рерих создает большую серию архитектурных этюдов, насчитывающую около 90 произведений. Многие храмы впоследствии были разрушены и остались только на картинах художника.
Подводя итог своему путешествию 1903 года, восхищаясь красотой памятников старины, художник в статье «По старине» (1903 г.) с болью пишет об отношении к их охране. «Минувшим летом мне довелось увидать много нашей настоящей старины и мало любви вокруг неё».
1904 — Рерих выступает в Императорском Русском Археологическом обществе с докладом о плачевном состоянии исторических памятников и о принятии срочных мер по их охране.
Во время русско-японской войны 1904—1905 годов у Рериха оформилась мысль о необходимости специального соглашения по охране просветительских учреждений и памятников культуры.
В течение ряда лет после своего путешествия 1903—1904 годов Рерих вновь и вновь обращается к состоянию памятников старины. Художник пишет несколько статей, посвящённых плачевному состоянию храмов. Так в статье «Тихие погромы» (1911) речь идет о неумелой реставрации храма Иоанна Предтечи в Толчкове (Ярославль): «Кто же защитит прекрасную древность от безумных погромов? Печально, когда умирает старина. Но ещё страшнее, когда старина остается обезображенной, фальшивой, поддельной…». 
В 1915 году Рерих делает доклад Императору Николаю II и Великому князю Николаю Николаевичу (младшему) с призывом принять серьёзные государственные меры по всенародной охране культурных сокровищ, рассмотреть возможность законодательного утверждения Положения об охране исторических памятников в России.

### История принятия Пакта Рериха
В 1928 году Рерих обратился ко всему миру, к государственным и культурным деятелям всех стран, с призывом неотложно обсудить вопрос охраны культурных памятников.

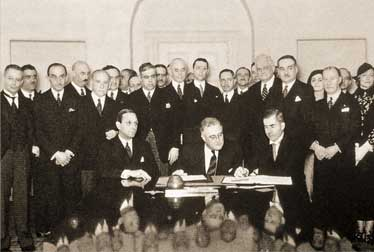
Подписание Пакта Рериха в Белом Доме, Вашингтон, США. 15.04.1935

В августе 1928 года французские юристы-международники доктор Георгий Гаврилович Шклявер и профессор Альберт Жоффр де ла Прадель разработали юридическую форму основного документа Пакта в соответствии с нормами международного права, с целью «содействовать моральному благосостоянию своих Наций».
 В 1929—1930 годах  для распространения идей Пакта было создано пять Комитетов — во Франции, Бельгии, Индии и два в США.
В 1930 году проект Пакта был представлен в Международный комитет музеев в Лиге Наций, который, одобрив проект Пакта, передал его на рассмотрение Комиссии международной интеллектуальной кооперации.
В 1931 году организуется Международный Союз за принятие Пакта Рериха и Знамени Мира. 13-16 сентября 1931 года в Брюгге созывается Первая Международная конференция Пакта Рериха. 27 декабря 1931 года в Нью-Йорке состоялся международный праздник, посвящённый Знамени Мира.
8-9 августа 1932 года была созвана Вторая Международная конференция в Брюгге.
17-18 ноября 1933 года состоялась Третья Международная Конвенция Пакта Рериха и Знамени Мира в Вашингтоне, в которой участвовали более 30
государств. В Решениях этой Конвенции, принятой единогласно при участии официальных делегатов 27 стран и при наблюдателях 7 стран, содержится рекомендация правительствам всех государств подписать Пакт Рериха.
16 декабря 1933 года на Седьмой Международной конференции Панамериканского Союза в Монтевидео была принята резолюция поддержать Пакт Рериха, адресованная правительствам всех американских государств.
15 апреля 1935 года Международный договор по защите культурных ценностей (Пакт Рериха) подписан в Вашингтоне представителями двадцати одной американской республики.
3 сентября 1948 года Пакт Рериха был одобрен правительством Республики Индия.

## Пакт Рериха как международный договор

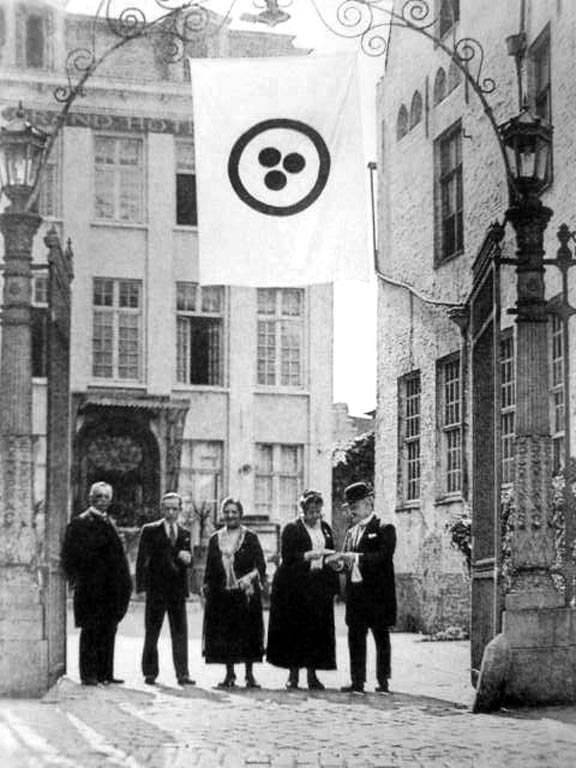
Делегаты Второй международной конференции, посвященной Пакту Рериха. Брюгге. Август, 1932 г.

### Пакт в истории международного права защиты культурных ценностей
Исследователи международного права, касающегося защиты культурных ценностей (в том числе во время войны), ведут его историю, начиная с середины 19 века:
- Пункты о защите объектов культурных ценностей в Декларациях 1874 года (Lieber code и Брюссельская конференция) и 1880 годов.
- Гаагские конвенции 1899 и 1907 имели конкретные пункты по защите культурных объектов, которые обязывали обозначать такие объекты отличительными знаками. Однако опыт Первой мировой войны показал недостаточность данных пунктов для предотвращения разрушений культурных объектов.
- 15 апреля 1935 году 21 страна Панамериканского союза подписывает Пакт Рериха, из них 10 стран его ратифицирует. Для объектов охраны предложен знак — Знамя Мира.
- В 1939 году правительства Бельгии, Испании, США, Греции и Нидерландов под покровительством Лиги Наций выпустили проект Декларации и проект Международной Конвенции о Защите Памятников и Произведений Искусства во время войны. Как и Пакт Рериха эти усилия Лиги Наций быстро сошли на нет с началом Второй мировой войны, в которой были изменены технологии, тактика и стратегия ведения войны и появилась новая концепция «тотальной войны».
- 3 сентября 1948 Индия ратифицирует Пакт Рериха[1].
- Разрушения и мародерство Второй мировой войны побудило в 1948 году правительство Нидерландов вновь поднять в появившемся ЮНЕСКО вопрос о необходимости принятия Конвенции по защите культурных объектов. Генеральная Конференция ЮНЕСКО 1951 года приняла решение созвать комитет для составления проекта конвенции. Комитет собрался в 1952 году и впоследствии представил на рассмотрение проект Генеральной конвенции.
- В мае 1954 года на основании Пакта Рериха подписывается Гаагская конвенция, призванная устранить недоработки всех предшествующих международных договоров. Этой конвенцией установлен отличительный знак для идентификации объектов охраны — заостренный снизу щит, разделенный на четыре части синего и белого цвета.
- В 1972 году ЮНЕСКО была принята Конвенция об охране всемирного культурного и природного наследия, в которой было введено обозначение «объект всемирного наследия» и впервые защита касалась не только культурного, но и природного наследия.
- Впоследствии идеи Пакта получили развитие во «Всеобщей декларации о культурном разнообразии» (2001 г.) и «Декларации о преднамеренном разрушении культурного наследия» (2003 г.) ЮНЕСКО, «Конвенции об охране и поощрении разнообразия форм культурного самовыражения» ООН (2005 г.).

### Уникальность Пакта Рериха
Пакт Рериха как международный договор является первым международным документом, который был полностью посвящён защите культурных ценностей и который не содержит оговорки о военной необходимости. Принятая в 1954 году на основании Пакта Гаагская конвенция о защите культурных ценностей в случае вооружённого конфликта не восприняла его основную идею о приоритете культуры и оставила главной доминантой «военную необходимость», у которой нет точного юридического определения.

## Пакт Рериха как комплекс мер по защите культуры

### Всемирная Лига Культуры и Всемирный День Культуры
В более широком смысле под Пактом Рериха понимают не только конкретный юридический договор, но и весь комплекс мер по защите культурных ценностей, предложенный Н. К. Рерихом. Таким образом, Пакт Рериха имеет не только юридическое, но и философское, просветительское и эволюционное значение, поскольку он отражает идею защиты культуры во многих её проявлениях.
Характеризуя Пакт Рериха, лётчик-космонавт А. А. Леонов пишет:
«Если мы поднимаем культуру и духовность, то это поможет нам укрепить экономику, сделать нравственной политику и прекратить военные конфликты. В этом и заключается современное значение Пакта Рериха. Чем больше времени проходит, тем большую актуальность для планеты он обретает…».
В развитие идей Пакта Н. К. Рерих высказывал мысли о роли общественности. Сами по себе законы по защите культуры работать не будут, если общественность не проявит активности и заинтересованности. Эту мысль впоследствии разделял академик Д. С. Лихачёв, который утверждал:
«…Убеждён, что лучшие свободно развивающиеся общественные формы культуры могут объединять творческие созидательные силы и оздоровлять жизнь общества, тем самым, помогая государству утверждать в людях высокие идеалы гуманизма и миролюбия…».
На первой международной конференции Пакта Рериха в бельгийском городе Брюгге (сентябрь 1931 г.) Н. К. Рерих выступил с предложением о создании Всемирной Лиги Культуры. Одна из основных задач Лиги должна была состоять в воспитании бережного отношения к природе.
«Зов о культуре, зов о мире, зов о творчестве и красоте достигнет лишь ухо, укрепленное истинными ценностями. Понимание жизни как самоусовершенствования во благо народное сложится там, где твердо почитание природы. Потому Лига Культуры среди основной просветительной работы должна всеми силами истолковывать разумное отношение к природе как источнику веселого труда, радости мудрой, непрестанного познавания и творчества», — писал художник в статье «Боль планеты» (1933 г.).
В 1931 году в США по инициативе Н. К. Рериха и Е. И. Рерих была создана международная общественная организация «Всемирная Лига Культуры». 12 января 1931 г. датируется первоначальный меморандум «Всемирная Лига Культуры». 23 декабря 1931 г. в Нью-Йорке было выдано «Свидетельство регистрации», согласно которому полное название данной организации — «Всемирная Лига Культуры и Всемирный Совет Культуры».
Всемирная Лига Культуры подготавливала почву для принятия Пакта Рериха, который в свою очередь, был призван создать прочную правовую основу для эффективной деятельности Всемирной Лиги Культуры в странах, подписавших Пакт.
Программа Лиги Культуры провозглашала своими целями следующее:
- распространение рериховской идеи «Мир через Культуру» во всех странах;
- продвижение учения Рерихов о Культуре в мире;
- охрану культурных сокровищ человечества и их каталогизацию;
- защиту общественных организаций, образовательных, научных, религиозных, художественных и других институтов, входящих в Лигу Культуры или сотрудничающих с ней;
- информирование о работе Всемирной Лиги Культуры через СМИ.

Основываясь на документах Лиги, можно выделить семь тезисов о роли и месте Всемирной Лиги Культуры (ВЛК) в современном мире:
- В сфере мирового развития.  ВЛК как координирующий и стратегиче ский орган планирования развития и движения человеческого сообщества по пути Культуры — Этики — Творчества, предполагающему бережное отношение людей к природному и культурному достоянию мира.
- В сфере глобальной политики.  ВЛК как уравновешивающее начало и организационная основа стабильного мира.
- В социально-экономической сфере.  На смену так называемой экологической экспертизе общественно-значимых проектов должна прийти более глубокая системная экспертиза под эгидой Отделений ВЛК, включающая в себя экологический, культурологический и другие не менее важные аспекты. Здесь неотложно нужна как научная, так и правовая проработка вопросов.
- В сфере творчества.  Поощрение ВЛК научного, художественного и иного общественно-значимого творчества через скоординированную систему специально образованных общественных институтов поддержки науки, образования, искусства и культуры в широком смысле.
- В сфере культурного и гражданского строительства.  Активизация общественных сил для решения насущных задач, стоящих перед обществом. Расширение пространства общественной инициативы на путях Культуры, что, в частности, приведёт и к росту занятости населения в общественно-значимом труде.
- В сфере этнокультурных связей.  Гармонизация и взаимообогащение культурных традиций различных народов и этнических групп на основе систематических межкультурных обменов.
- В сфере идеологии.  Повышение роли морально-нравственных факторов и этики в сознании, жизни и деятельности людей, в отношениях между государствами, культурами, религиями, в человеческом общении.

Наряду с созданием Всемирной Лиги Культуры, Рерих в 1931 году высказывает идею об учреждении Всемирного Дня Культуры. В приветствии конференции Знамени Мира Рерих писал:
«…Мы услышим и о мировом Дне Культуры, когда во всех школах и просветительских обществах одновременно будет посвящён день осознанию национальных и мировых культурных сокровищ…».

### Идеи Пакта Рериха в наши дни

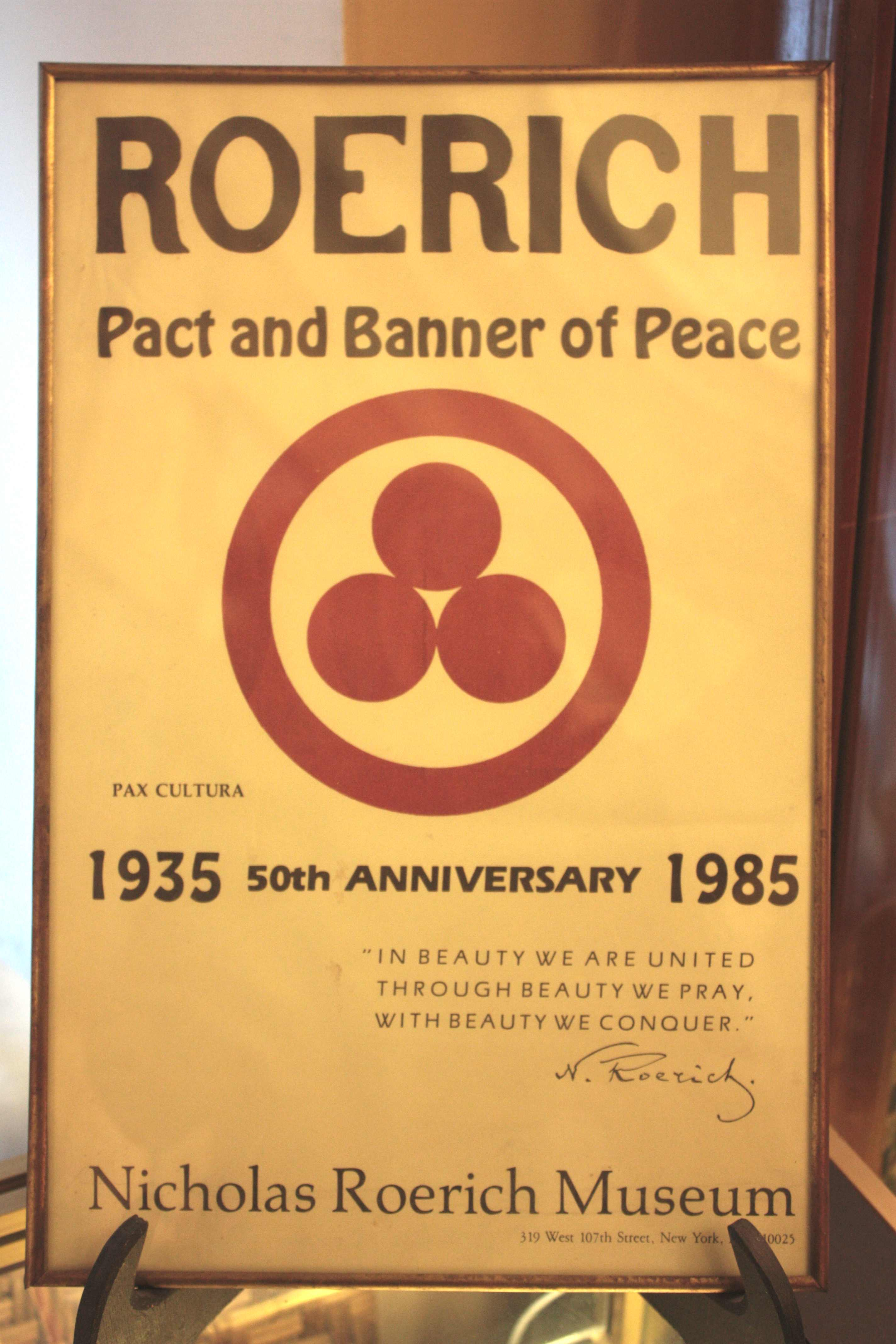
Постер, 50 лет «Пакту Рериха», выставлен в мемориальном кабинете Н. К. Рериха в Музее Востока в Москве

Активно продолжают развиваться идеи, заложенные в основу Пакта Рериха и сегодня.
Почётный председатель Центрального совета Всероссийской общественной организации «Всероссийское общество охраны памятников истории и культуры» (ВООПИиК) Г. И. Маланичева утверждает:
«Первая крупная неправительственная организация ВООПИиК в сфере сохранения культурного наследия возникла не случайно. Она была подготовлена и востребована Пактом Рериха, набирающим силу международным движением, возникшим в начале XX века в защиту ценностей культуры».
В России 12 февраля 1996 г. по инициативе Международного Центра Рерихов и крупных деятелей культуры была создана и начала свою деятельность Международная Лига защиты Культуры. Первым почетным президентом Лиги стал академик РАН Б. В. Раушенбах. В этой общественной организации активно работал академик Д. С. Лихачёв, который высоко оценивал творческую и общественную деятельность Н. К. Рериха. Д. С. Лихачёвым была разработана Декларация прав культуры. Изложенные в Декларации мысли очень созвучны идеям Н. К. Рериха.
«Я считаю очень важными эту конференцию и Пакт Рериха о сохранении культурного наследия, одобренный президентом Рузвельтом. Я думаю, что можно напомнить об этом замечательном документе и создать новые на основе существующих положений о культуре. Вот такой документ: „Декларация прав культуры“, потому что не только человек имеет права в этом мире, но и культура. Она должна поощряться государством, потому что всякая страна, и всякий народ, и всякое государство существуют только ради культуры…», — говорил Дмитрий Сергеевич Лихачёв в адрес Международной общественно-научной конференции «Защитим культуру», посвящённой 60-летию Пакта Рериха. 
Лига защиты Культуры выступила с инициативой праздновать 15 апреля — день подписания Пакта Рериха как День Культуры. Уже сегодня в Литовской республике День Культуры утвержден государственным праздником.
С 1995 г. День Культуры проводится во многих городах России при поддержке органов образования и культуры.
В 2005 году в России и в ряде стран прошли мероприятия, посвящённые юбилею Пакта Рериха. В Музее имени Н. К. Рериха состоялась Международная научно-общественная конференция «70 лет Пакту Рериха». Конференция ещё раз подтвердила, что идеи, содержащиеся в Пакте Рериха, на сегодняшний день востребованы и актуальны.

## Мероприятия, посвящённые Пакту Рериха

### Научные конференции
- «Защитим культуру» Международная общественно-научная конференция, посвящённая 60-летию Пакта Рериха. Российская государственная библиотека, октябрь 1995 года.
- Международная научно-общественная конференция «70 лет Пакту Рериха» (Международный Центр Рерихов, октябрь 2005 года).
- Конференция «Культура и наука»  (недоступная ссылка), посвящённая 73-й годовщине принятия Пакта Рериха (Дом дружбы народов Республики Татарстан, 15 апреля 2008 года).[15]
- Международная общественно-научная конференция «75 лет Пакту Рериха»[16] (Международный Центр Рерихов, октябрь 2010 года).

### Выставки
- В 2005 году выставки, посвящённые Пакту Рериха, прошли в штаб-квартире ООН[17] и в Госдуме Российской Федерации.[18]
- 17 февраля 2006 года в Российском культурном центре при Посольстве России в США открылась фотовыставка «70 лет Пакту Рериха».[19]
- 11 ноября 2009 года в рамках празднования 135-летия со дня рождения Н. Рериха в одном из крупнейших университетов индийской столицы «Джамия Миллия Исламия» состоялось торжественное открытие фотовыставки «Знамя Мира — Пакт Рериха», организованное Представительством Россотрудничества в Индии совместно с Академией стран третьего мира («Джамия Миллия Исламия»).[20]
- 8 октября 2010 года в Музее имени Н. К. Рериха состоялось торжественное открытие трёх выставок: «75 лет Пакту Рериха»[21], «Усадьба Лопухиных. Прошлое. Настоящее. Будущее»[22], «Гибнущая коллекция»[23]. Они приурочены к Международной общественно-научной конференции «75 лет Пакту Рериха». Их объединяет актуальность идей Н. К. Рериха и проблемы сохранения культурного наследия в наши дни.
- 22 октября 2010 года в Российской национальной библиотеке (Санкт-Петербург) состоялось открытие выставки «75 лет Пакта Рериха»[24].
- с 18 февраля по 3 апреля 2011 года в Национальной художественной галерее «Хазинэ» (г. Казань, Республика Татарстан) прошла выставка «Весть красоты» работ Николая Константиновича Рериха и его сына Святослава Николаевича Рериха, которая посвящена 75-летию Пакта Рериха.
- 20 июня 2011 года в штаб-квартире Австрийского Учебного Центра Миротворчества и Урегулирования Конфликтов открылась выставка фотографий, предоставленная Международным Центром Рерихов.[25]
- С 2012 года Международный Центр Рерихов при поддержке Министерства иностранных дел РФ, государственных и общественных организаций осуществляет крупный международный выставочный проект «Пакт Рериха. История и современность»[26]. Проект стартовал в штаб-квартире ЮНЕСКО в Париже[27][28] и уже прошел в 12 странах мира (Франция, Аргентина, Швейцария, Германия, Чили и др.). С 2014 года выставки прошли более чем в 70 городах России. 15 апреля 2015 года выставка «Пакт Рериха. История и современность» открылась и с успехом прошла в штаб-квартире ООН в Нью-Йорке[29], а также в городском музее Бонна (Германия).

### Русские переводы
- Пакт Рериха // Звезды Гор [альманах]. — Львов — Минск — Москва — Рига: Единение Народов под Знаменем Мира «Звёзды Гор», 2004. — № 5. — С. 104—106.
- Пакт Рериха 1935 г. // Знамя Мира / пер. Н. Л. Некрасовой. — 1-е изд.. — М.: Международный Центр Рерихов, 1995. — С. 315—318.; Во 2-м издании 2005-го года перевод М. А. Рыстовой.
- Пакт Рериха : 70 лет / пер. М. А. Рыстовой, при участии В. Л. Мельникова. — 2-е изд.. — СПб.: Рериховский центр СПбГУ, 2005. — С. 513. — ISBN 5-288-03881-3.

### Н. К. Рерих о Пакте
- Roerich N. Banner of Peace: Letters supporting the «Banner of Рeace». — New York: Roerich Museum Рress, 1931.
- Roerich N. Realm of Light. — New York: Roerich Museum Press, 1931.
- Рерих Н. К. Держава Света: Сборник статей. — Southbury: Алатас, 1931.
- Roerich N. Fiery Stronghold. — Boston (Mass.): Stratford Co., 1933.
- Рерих Н. К. Знамя Мира: Сборник статей. — Харбин, 1934.
- Roerich N. The New Banner of Peace // Rosicrucian Digest. — 1933. — Nov. — P. 369—372.
- Roerich N.. Banner of Peace // Roerich Еssays: One hundred essays: In two vol. — India, 1937.
- Roerich N. Pax per Cultura: (Address to Members of ARCA) // Americ. Russ. Cultural Assoc. — 1946. — P. 20 — 22.
- Roerich N. Himavat: Diary Leaves. — Allahabad: Kitabistan, 1946.
- Roerich N. Red Cross of Culture // India. — 1948. — 24 Oct. — P. 6.
- Roerich N. Banner // The Invincible. — New York: Nicholas Roerich Museum, 1974. — P. 158—161.

### Исследования советского периода
- Chklaver G . Le Pacte Roerich // Gand Artistique. Paris , 1931. № 10-11. P . 180—185.
- Конференция Знамени Мира. // Журнал «Осетия», апрель-май-июнь, 1933 г.
- Third International Convention for the Promotion of the World Wide Adoption of the Roerich Pact and Banner of Peace. Sponsored by the Roerich Museum, New York. [Ноябрь 1933 г . Буклет.]
- Shibayev, V.A. The Roerich Pact and Banner of Peace. 1935. Reprinted from «The New Dawn». N 8.
- Shibayev, V.A. Supplement (Roerich Pact signet by United States and all Latin American Governments). (Lahore). 1935
- Shibayev, V.A. The Roerich Pact and Banner of Peace. Aims and history. (Lion Press, Lahore). 1935
- Шибаев В. А. [http://roerichpact.ru/pakt/9.html (недоступная+ссылка) Пакт Рериха по сохранению культурных ценностей человечества: Краткий исторический очерк] (недоступная ссылка) // Н. К. Рерих: Сборник. — Рига, 1935. — С. 57 — 74.
- Рудзитис Р.Я. Николай Рерих — водитель Культуры. Рига, 1936.
- Рерих Ю. Н.  Н. К. Рерих в борьбе за мир. М., 1959 // Мир через культуру. — М., 1990.
- Богуславский М. М. Пакт Рериха и защита культурных ценностей в международном праве // Советское государство и право. — 1974. — № 10. — С. 111—115.
- Богуславский М. М. Пакт Рериха: Разработка норм международного права об охране памятников культуры // Наука и жизнь. — 1975. — С. 88 — 91.
- Тихонов Н. Пакт Рериха // Молодой коммунист. — 1974. — № 11. — С. 79 — 83.
- Александров Е. Пакт Рериха и международная охрана памятников истории и культуры. — София, 1978.
- Александров Е. Международно-правовая защита культурных ценностей и объектов. — София, 1978.
- Рерих Ю. Н. Пакт Рериха." Зажигайте сердца!" — М., 1978, с. 167—169.
- Богуславский М. М. Международная охрана культурных ценностей. — М., 1979.
- Галенская Л. Н. Музы и право. Правовые вопросы международного сотрудничества в области культуры. — Л., 1987.

### Исследования пост-советского периода
Сборники
- Конвенция и рекомендации Юнеско по вопросам охраны культурного наследия: Сборник статей / Сост. В. Б. Моргачев. — М., 1990.
- Мир через Культуру: Сборник статей / Сост. Э. В. Балашов. — М.: Советский писатель, 1990.
- Защитим культуру. Материалы международной общественно-научной конференции, посвящённой 60-летию Пакта Рериха. 1995. — М.: Международный Центр Рерихов, 1996. — 208 с.
- Звезды Гор [альманах]. — Львов — Минск — Москва — Рига: Единение Народов под Знаменем Мира «Звёзды Гор», 2004.
- Знамя Мира. — 1-е изд.. — М.: Международный Центр Рерихов, 1995.; 2-е изд., 2005
- Пакт Рериха : 70 лет : Материалы международной научно-общественной конференции. — 2-е изд.. — СПб.: Рериховский центр СПбГУ, Мастер-Банк, 2005. — ISBN 5-288-03881-3.
  - 70 лет Пакту Рериха: Материалы международной научно-общественной конференции, 2005. — М.: МЦР; Мастер-Банк, 2006. — 424 с.

Статьи, монографии
- Богуславский М. М. Культурные ценности в международном обороте: правовые аспекты. — М.: Юристъ, 2005. — С. 205—231.
- Баренбойм П. Д., Захаров А. В. «Пакт Рериха как этап внедрения в жизнь эстетической концепции правового государства Николая Рериха», Журнал зарубежного законодательства и сравнительного правоведения, № 2, 2010 г.
- Баренбойм П., Захаров А. Пакт Рериха в XXI веке: К 75-летию подписания Пакта Рериха. М., Летний сад, 2010. ISBN 978-5-98856-113-2, (HTML, PDF).
- Barenboim P., Sidiqi N. Bruges, the Bridge between Civilizations: The 75th Anniversary of the Roerich Pact. М., Letny Sad, 2010. ISBN 978-5-98856-114-9, (PDF).
- Дьяченко И. Ю. Деятельность Н. К. Рериха по сохранению культурного наследия: принципы, методы, формы: дис. … канд. культурологии / Академия переподготовки работников искусства, культуры и туризма. — М., 2012. — 209 с.
- Капустин А., Баренбойм П., Захаров А., Кравченко Д. Пакт Рериха как основа новой Конвенции ООН о защите культурных ценностей. — М.: ЛУМ, 2014. — 192 с. — ISBN 978-5-906072-04-7.
- Куцарова Марга (Болгария) Пакт Рериха — основа международной правовой системы защиты ценностей культуры и её будущее//70 лет Пакту Рериха. Материалы Международной научно-общественной конференции. 2005 г.
- Моргачев В. Знак отличия. Газета «Культура», № 14 (7473) 14 — 20 апреля 2005 г).
- Спиридонова Ю. В. Диссертация «Пакт Рериха в истории сохранения культурного наследия»  — 24.00.01 — Санкт-Петербург, 2013 г.
- Шапошникова Л. В. В основе — красота и знание. Газета «Культура», № 14, 14-20 апреля 2005 г.
- Шапошникова Л. В. Актуальность Пакта Рериха в современном мире. // Журнал «Культура и время». — 2005. — № 4 (18).

## Документальные фильмы о Пакте Рериха
- «Время собирать камни…». Фильм Международного Центра Рерихов. Режиссёр Валерий Шатин. 2007 г. (Смотреть фильм)
- «Пакт Рериха в XXI веке» — Баренбойм П. Д. рассказывает об истории Пакта и его необходимом применении в XXI веке. (смотреть видео)